# Instituto de Política Económica
El Instituto de Política Económica (EPI) es un grupo de expertos de tendencia izquierdista estadounidense sin fines de lucro 501(c)(3) con sede en Washington, DC, que lleva a cabo investigaciones económicas y analiza el impacto económico de políticas y propuestas. El EPI se describe a sí mismo como un grupo de expertos no partidista que "busca incluir las necesidades de los trabajadores de bajos y medianos ingresos en las discusiones de política económica". Está afiliada a la movimiento laboral y por lo general se describe como la presentación de una de izquierda y pro- unión punto de vista sobre cuestiones de política pública. El EPI tiene una organización hermana, el EPI Policy Center, que es una organización 501(c)(4) para defensa y educación.

## Historia
EPI fue fundado en 1986 por los economistas Jeff Faux, Lester Thurow, Ray Marshall, Barry Bluestone, Robert Reich y Robert Kuttner . La presidenta de EPI es Heidi Shierholz . Shierholz sucedió a Thea Lea como presidente en 2021.

## Propuestas de política
EPI apoyó la propuesta de Medicare for all de Bernie Sanders. En un documento de política de marzo de 2020, argumentó que la pérdida de empleos en la industria de seguros y en la administración del sistema actual sería pequeña, en términos de la rotación normal de empleos y fácilmente absorbida por la economía. Eso sería superado por los beneficios para los trabajadores de la atención médica universal y la formación de pequeñas empresas.
En julio de 2012, EPI y AFL-CIO, Center for Community Change, National Council of La Raza y SEIU propusieron un plan presupuestario titulado Prosperity Economics, un contrapunto al plan presupuestario Path to Prosperity del Partido Republicano. El plan Prosperity Economics sugiere que se necesita una gran inversión pública en áreas como la infraestructura para impulsar la economía.
En respuesta al debate sobre el precipicio fiscal de Estados Unidos, el economista del EPI Josh Bivens abogó por gravar a los ricos y escribió: "Dado este aumento en la desigualdad [de ingresos], tiene sentido que gran parte de la carga futura de reducir los déficits presupuestarios deba ser soportada por los que más se han beneficiado de las tendencias económicas de las últimas décadas”.

## Fondos
Ocho sindicatos hicieron una promesa de financiación de cinco años a EPI en su inicio: AFSCME, United Auto Workers, United Steelworkers, United Mine Workers, International Association of Machinists, Communications Workers of America, SEIU y United Food and Commercial Workers unión Según EPI, alrededor del 29% de su financiamiento entre 2005 y 2009 fue proporcionado por sindicatos y alrededor del 53% provino de subvenciones de fundaciones.
En la década de 1980, EPI tomó dinero del Instituto del Tabaco, un grupo comercial de la industria tabacalera ahora desaparecido, para oponerse a los impuestos especiales en nombre de la industria tabacalera. El Instituto del Tabaco trabajó con grupos como EPI "para apoyar la publicación de estudios, editoriales, conferencias de prensa y testimonios contra los impuestos especiales regresivos" que, de ser aprobados, tendrían un impacto negativo en los resultados de la industria tabacalera.